# Slaget vid Pirano
Slaget vid Pirano (även känt som slaget vid Grado) ägde rum den 22 februari 1812 och var ett mindre marint slag som var en del av det adriatiska fälttåget som pågick under napoleonkrigen. Slaget utkämpades mellan ett brittiskt och ett franskt linjeskepp i närheten av  städerna Piran och Grado i det Adriatiska havet. Det franska skeppet Rivoli, som var uppkallat efter Napoleons seger 15 år tidigare, hade nyligen blivit färdigställt i Venedig. De franska militära myndigheterna avsåg att skeppet skulle stödja de franska trupperna i Adriatiska havet efter en följd av förluster under tidigare år.
För att förhindra att detta skepp skulle utmana brittisk dominans beställde den kungliga flottan ett skepp från Medelhavets flotta för att stoppa och fånga Rivoli på hennes jungfrufärd. Kapten John Talbot på HMS Victorious anlände till Venedig i mitten av februari och blockerade hamnen. När Rivoli försökte fly under skydd av dimma jagade Talbot henne och tvingade henne att ge upp under ett fem timmar långt slag. Rivoli förlorade halva besättningen som antingen var skadade eller döda.